# Gare d'Eupen
La gare d'Eupen est une gare ferroviaire de la ligne 49 de Welkenraedt à Raeren située dans la commune belge d'Eupen, dans les cantons de l'Est. C'est une des gares terminus de la relation IC-01 : Ostende - Bruxelles-Midi - Liège-Guillemins - Eupen.

## Histoire
Le chemin de fer fit son apparition à Eupen, alors située en territoire allemand, en 1864 lorsque les chemins de fer prussiens (KPEV), inaugurèrent une courte antenne entre Herbesthal et Eupen.
Cette ligne fut prolongée jusque Raeren en 1887 pour la connecter avec la Vennbahn (ligne des Fagnes), inaugurée deux ans plus tôt. Un nouveau bâtiment est construit sur un nouveau tracé et l'ancien est réaffecté (il était encore présent dans les années 1950).

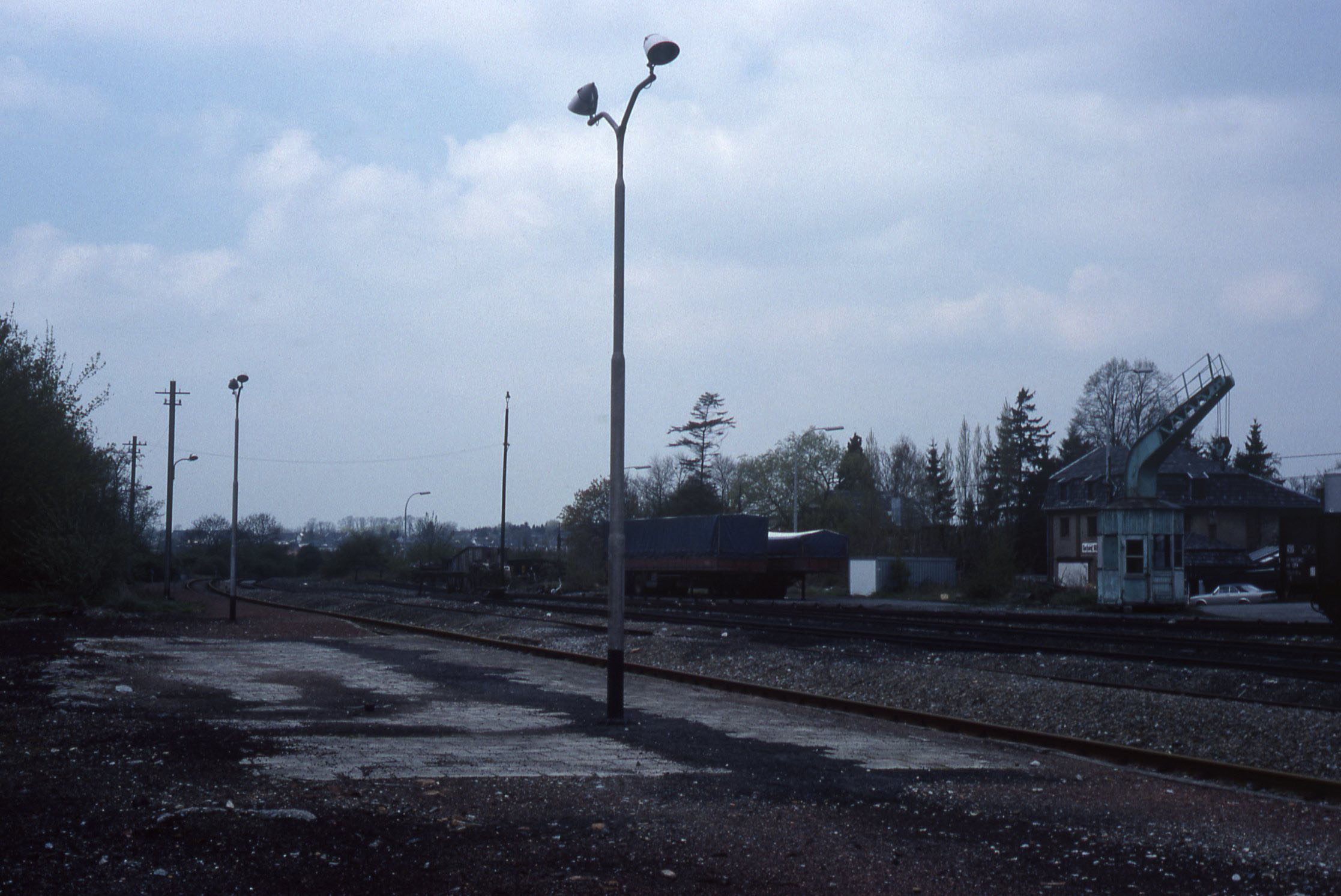
Gare des voyageurs à l'abandon (1980).

Eupen devint belge en 1920 et le resta après la Seconde Guerre mondiale. Le déclin du trafic des voyageurs entraîna la fin du service des voyageurs sur la ligne en 1959. Seul subsistaient quelques trains de marchandises. Le bâtiment des voyageurs fut démoli en 1977.
En 1984, la SNCB accéda aux demandes pour que cette ville, la plus importante de la partie germanophone du pays, soit à nouveau relié au réseau ferré national.
La ligne fut donc électrifiée et une gare moderne comportant plusieurs quais fut édifiée à Eupen.

## Service des voyageurs

### Accueil
Gare de la SNCB, elle met à disposition un guichet, ouvert tous les jours, ainsi qu'un distributeur automatique de titres de transport.
Elle dispose d'un quai unique se subdivisant pour donner accès à une seconde voie, en impasse.

### Desserte
La gare d'Eupen est le terminus de la relation IC-01, Ostende - Bruxelles-Midi - Liège-Guillemins - Welkenraedt - Eupen, qui circule toutes les heures en semaine comme les week-ends.
À l’avenir (2026), avec l’homologation des locomotives électriques série 18 de la SNCB, une partie des IC-01 en provenance d’Ostende pourrait à nouveau avoir leur terminus en Allemagne (à Aix-la-Chapelle) et ne plus desservir Eupen.

### Intermodalité
La gare dispose d'un parking gratuit pour les automobiles (avec un emplacement pour handicapés) ainsi que deux abris à vélos.
Les bus suivants desservent la gare d'Eupen :
- Bus 14 Eupen - Eynatten - Aix-la-Chapelle ;
- Bus 385 Eupen - Montjoie - Küchelscheid (ligne touristique exploitée uniquement les samedis, dimanches et jours fériés desservant la Maison Ternell et la cité médiévale de Montjoie en Allemagne) ;
- Bus 394 Eupen - Bullange - Saint-Vith ;
- Bus 396 Eupen - La Calamine - Vaals ;
- Bus 722 Eupen - Raeren - Eynatten - Lichtenbusch / Köpfchen.

## Comptage voyageurs
Ce graphique et tableau montre le nombre de voyageurs embarquant en moyenne durant la semaine, le samedi et le dimanche.
| Nombre de passagers qui embarquent à la gare d'Eupen | Nombre de passagers qui embarquent à la gare d'Eupen | Nombre de passagers qui embarquent à la gare d'Eupen | Nombre de passagers qui embarquent à la gare d'Eupen |
|                                                      | Semaine                                              | Samedi                                               | Dimanche                                             |
| ---------------------------------------------------- | ---------------------------------------------------- | ---------------------------------------------------- | ---------------------------------------------------- |
| 1984                                                 | 185                                                  | 75                                                   | 93                                                   |
| 1985                                                 | 245                                                  | 100                                                  | 160                                                  |
| 1986                                                 | 173                                                  | 79                                                   | 188                                                  |
| 1987                                                 | 248                                                  | 114                                                  | 192                                                  |
| 1988                                                 | 289                                                  | 170                                                  | 181                                                  |
| 1989                                                 | 301                                                  | 198                                                  | 273                                                  |
| 1990                                                 | 254                                                  | 134                                                  | 297                                                  |
| 1991                                                 | 276                                                  | 164                                                  | 288                                                  |
| 1992                                                 | 305                                                  | 189                                                  | 295                                                  |
| 1993                                                 | 277                                                  | 217                                                  | 235                                                  |
| 1994                                                 | 404                                                  | 306                                                  | 372                                                  |
| 1995                                                 | 357                                                  | 256                                                  | 376                                                  |
| 1996                                                 | 374                                                  | 294                                                  | 215                                                  |
| 1997                                                 | 390                                                  | 339                                                  | 324                                                  |
| 1998                                                 | 283                                                  | 247                                                  | 240                                                  |
| 1999                                                 | 270                                                  | 232                                                  | 270                                                  |
| 2000                                                 | 359                                                  | 268                                                  | 200                                                  |
| 2001                                                 | 274                                                  | 205                                                  | 217                                                  |
| 2002                                                 | 291                                                  | 328                                                  | 294                                                  |
| 2003                                                 | 353                                                  | 292                                                  | 344                                                  |
| 2004                                                 | 339                                                  | 283                                                  | 324                                                  |
| 2005                                                 | 413                                                  | 450                                                  | 485                                                  |
| 2006                                                 | 405                                                  | 390                                                  | 440                                                  |
| 2007                                                 | 426                                                  | 318                                                  | 610                                                  |
| 2008                                                 | -                                                    | -                                                    | -                                                    |
| 2009                                                 | 414                                                  | 356                                                  | 342                                                  |
| 2010                                                 | -                                                    | -                                                    | -                                                    |
| 2011                                                 | -                                                    | -                                                    | -                                                    |
| 2012                                                 | 450                                                  | 394                                                  | 411                                                  |
| 2013                                                 | 456                                                  | 366                                                  | 427                                                  |
| 2014                                                 | 500                                                  | 421                                                  | 469                                                  |
| 2015                                                 | 509                                                  | 415                                                  | 458                                                  |
| 2016                                                 | 468                                                  | 393                                                  | 386                                                  |
| 2017                                                 | 445                                                  | 408                                                  | 450                                                  |
| 2018                                                 | 464                                                  | 479                                                  | 467                                                  |
| 2019                                                 | 560                                                  | 582                                                  | 420                                                  |
| 2020                                                 | 205                                                  | 162                                                  | 152                                                  |
| 2021                                                 | -                                                    | -                                                    | -                                                    |
| 2022                                                 | 553                                                  | 466                                                  | 368                                                  |
| 2023                                                 | 554                                                  | 292                                                  | 259                                                  |
| 2024                                                 | 490                                                  | 324                                                  | 422                                                  |

## Galerie de photographies

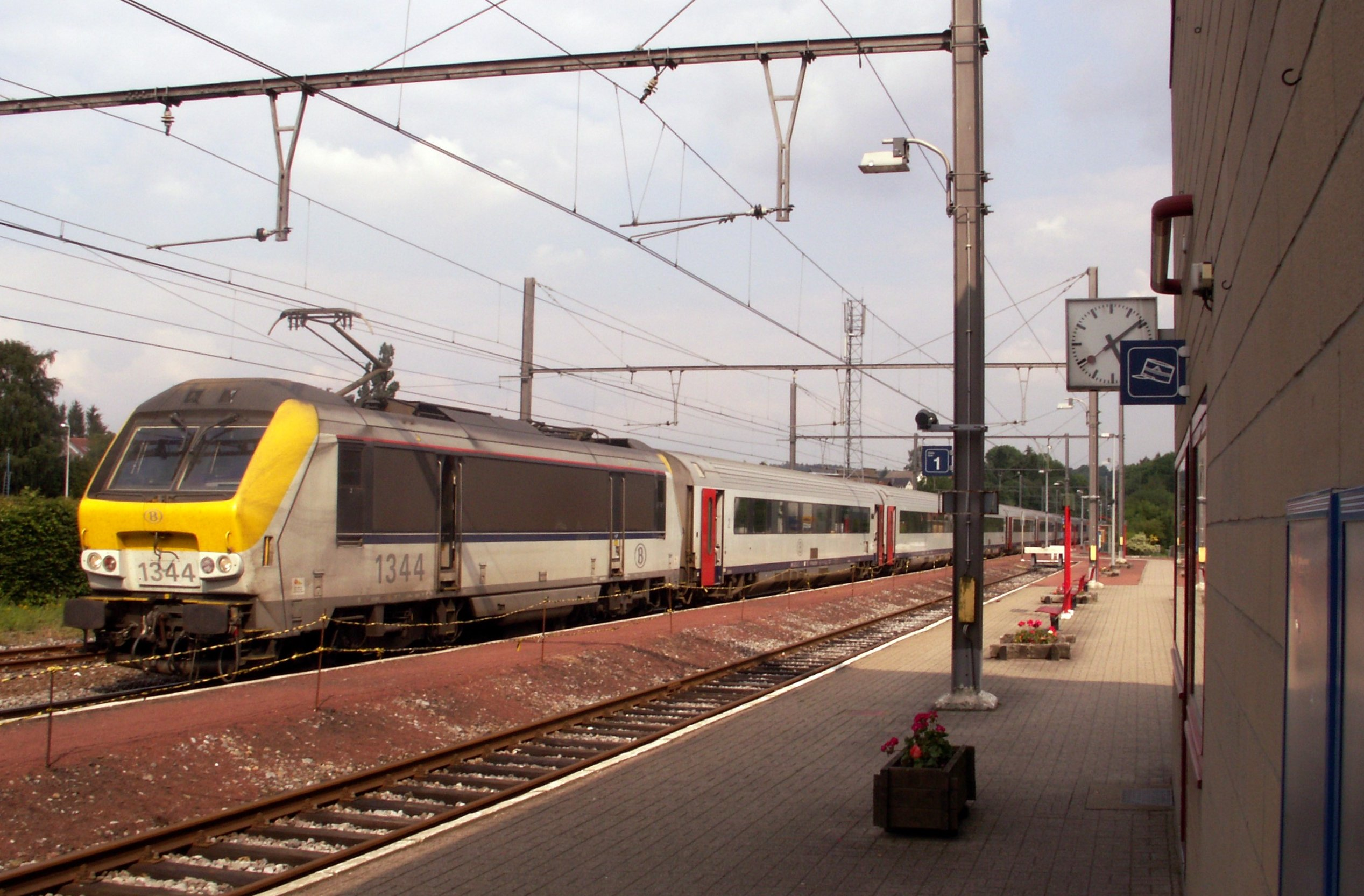
IC pour Ostende, en 2007…
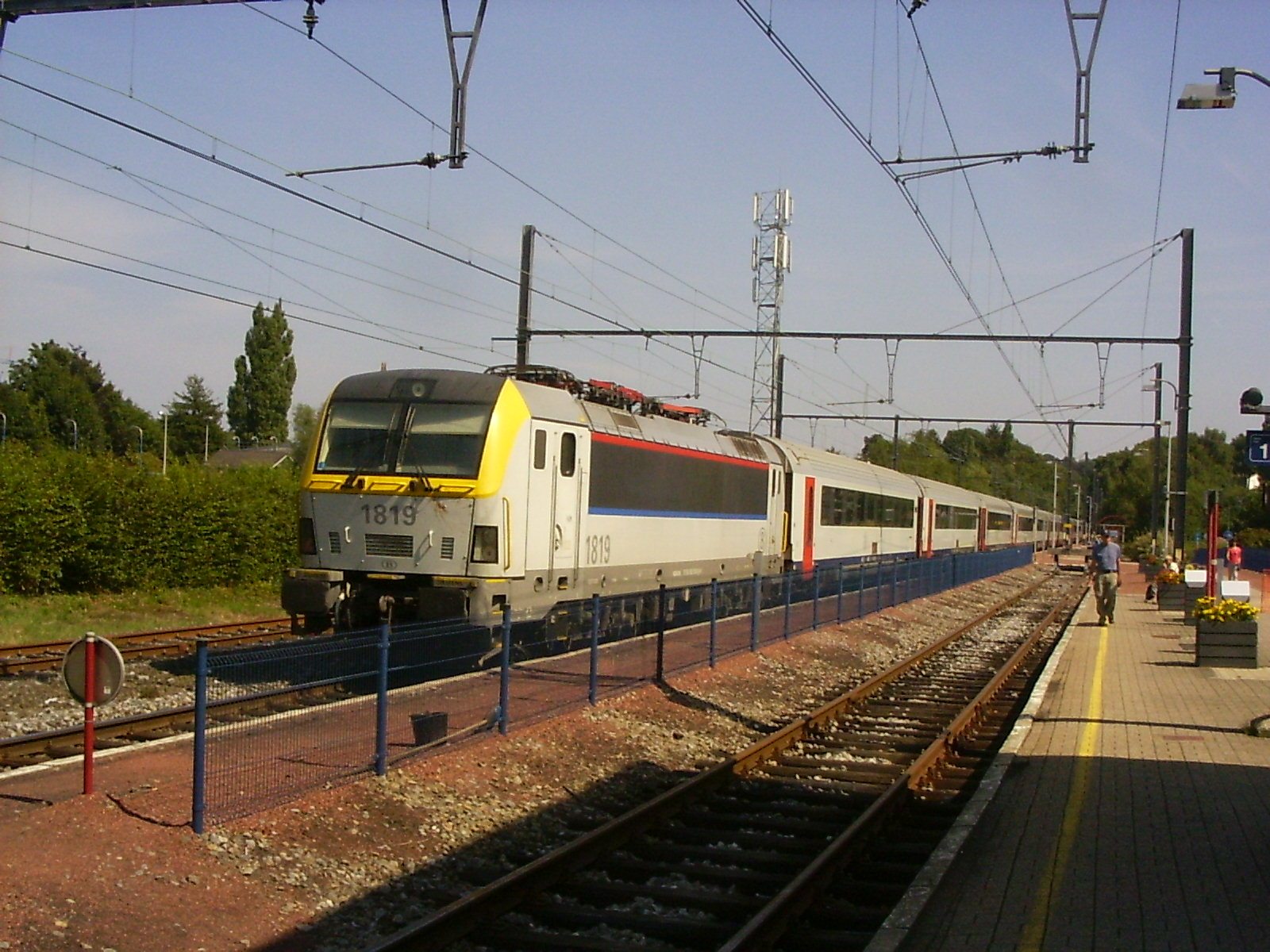
et en 2013.
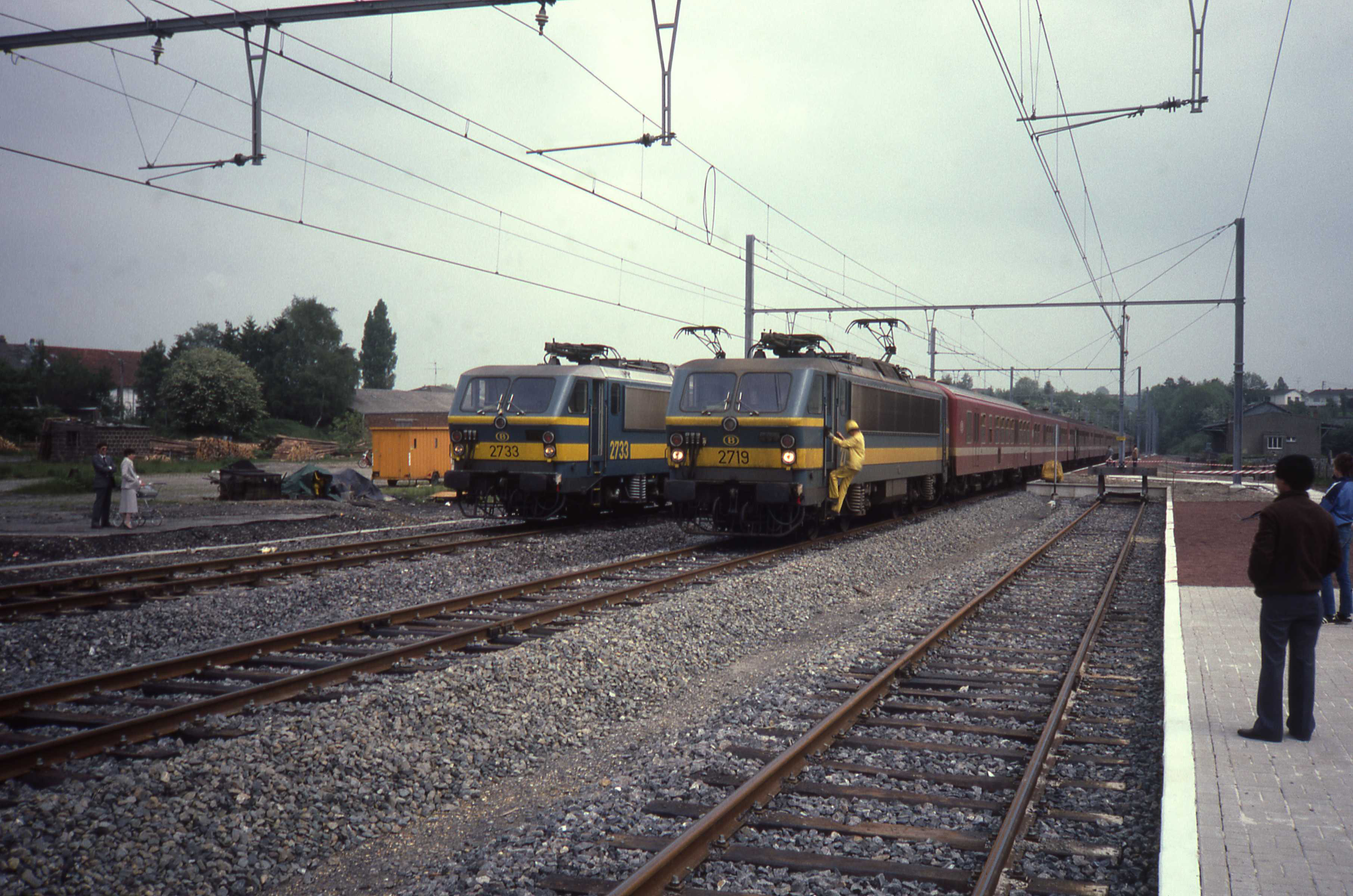
Train inaugural et quais en construction.
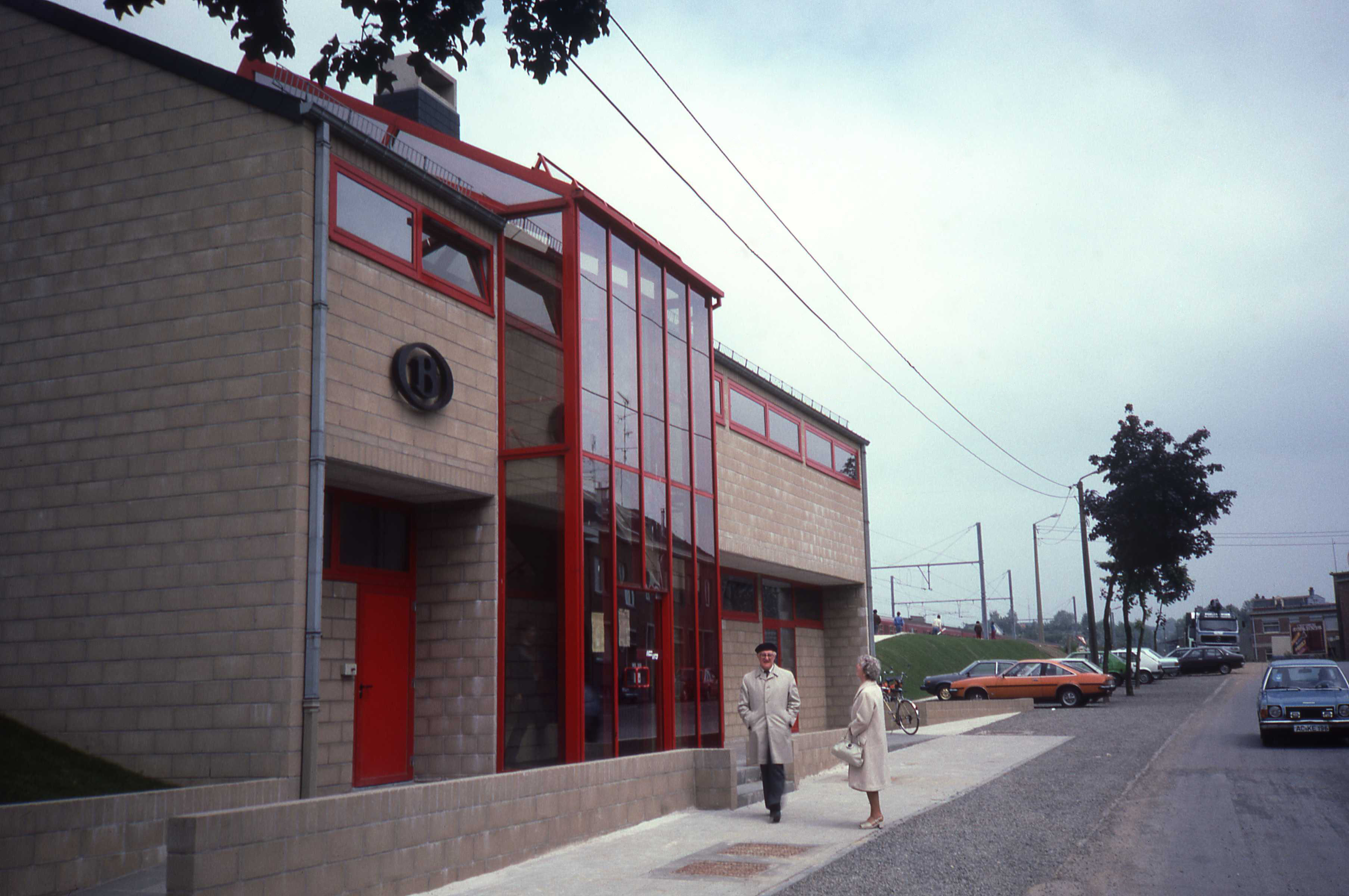
Nouveau bâtiment en 1984.